# Mijo
Mijo je moško osebno ime.

## Izvor imena
Ime Mijo je različica moškega osebnega imena Mihael.

## Pogostost imena
Po podatkih Statističnega urada Republike Slovenije je bilo na dan 31. decembra 2007 v Sloveniji število moških oseb z imenom Mijo: 270.

## Osebni praznik
Osebe z imenom Mijo lahko godujejo takrat kot osebe z imenom Mihael.